# William Fox-Pitt
William Fox-Pitt, né le 2 janvier 1969 à Londres, est un cavalier de concours complet d'équitation, il est le recorman de nombres de victoires en concours complet internationaux 5 étoiles (CCI5*), le plus haut niveau de cette discipline. Il remporta les championnats du monde par équipe en 2010 et six fois les championnats d’Europe (1995, 1997, 2001, 2003, 2005 et 2009) et la Il fût médaillé aux Jeux olympiques de 2004 à Athènes, 2008 à Beijing et 2012 à Londres.
Il a remporté 14 titres du Grand Slam (épreuves CCI5*) dont le record de 6 titres à Burghley au Royaume-Uni (1994, 2002, 2005, 2007, 2008 et 2011), trois titres à Lexington aux USA (2010, 2012, 2014), deux titres à Pau, en France, (2011 et 2013). William Fox-Pitt est également le premier
Il est médaillé d'argent par équipe aux Jeux olympiques de 2004 à Athènes. Lors des Jeux olympiques d'été de 2008, il remporte avec la Grande-Bretagne la médaille de bronze lors du concours complet par équipe, et la médaille d'argent par équipe aux Jeux olympiques de Londres en 2012.